# Vladimir Chubulov
Vladimir Alekseevič Chubulov (in russo Владимир Алексеевич Хубулов?; Vladikavkaz, 2 marzo 2001) è un calciatore russo, attaccante del Kryl'ja Sovetov Samara.

## Carriera

### Club
Cresciuto nei settori giovanili di Alanija Vladikavkaz e Krasnodar, nel 2017 è stato acquistato dall'Achmat Groznyj, che nel 2019 lo ha ceduto in prestito allo Zenit San Pietroburgo. Con entrambe le squadre non ha collezionato presenze ufficiali e nel 2020 è tornato all'Alanija Vladikavkaz. Con la formazione osseta ha totalizzato 54 presenze e 9 reti in campionato, prima di essere acquistato dal Kryl'ja Sovetov Samara il 15 luglio 2022. Il giorno seguente ha esordito in Prem'er-Liga nell'incontro vinto 4-2 sul campo dell'Orenburg.

### Nazionale
Ha rappresentato le nazionali giovanili russe Under-17 ed Under-18.

## Statistiche

### Presenze e reti nei club
Statistiche aggiornate al 13 agosto 2022.
| Stagione                   | Squadra                    | Campionato                 | Campionato | Campionato | Coppe nazionali | Coppe nazionali | Coppe nazionali | Coppe continentali | Coppe continentali | Coppe continentali | Altre coppe | Altre coppe | Altre coppe | Totale | Totale |
| Stagione                   | Squadra                    | Comp                       | Pres       | Reti       | Comp            | Pres            | Reti            | Comp               | Pres               | Reti               | Comp        | Pres        | Reti        | Pres   | Reti   |
| -------------------------- | -------------------------- | -------------------------- | ---------- | ---------- | --------------- | --------------- | --------------- | ------------------ | ------------------ | ------------------ | ----------- | ----------- | ----------- | ------ | ------ |
| 2020-2021                  | Alanija Vladikavkaz        | 1D                         | 25         | 2          | CR              | 1               | 0               |                    | -                  | -                  |             | -           | -           | 26     | 2      |
| 2021-2022                  | Alanija Vladikavkaz        | 1D                         | 29         | 7          | CR              | 3               | 1               |                    | -                  | -                  |             | -           | -           | 32     | 8      |
| Totale Alanija Vladikavkaz | Totale Alanija Vladikavkaz | Totale Alanija Vladikavkaz | 54         | 9          |                 | 4               | 1               |                    | -                  | -                  |             | -           | -           | 58     | 10     |
| 2022-2023                  | Kryl'ja Sovetov Samara     | PL                         | 4          | 0          | CR              | 0               | 0               |                    | -                  | -                  |             | -           | -           | 4      | 0      |
| Totale carriera            | Totale carriera            | Totale carriera            | 58         | 9          |                 | 4               | 1               |                    | -                  | -                  |             | -           | -           | 62     | 10     |